# بابل (فیلم ۱۹۵۰)
بابل (به هندی: Babul) یا خانه پدری (به انگلیسی: Father's House) فیلمی هندی محصول سال ۱۹۵۰ و به کارگردانی اس.یو سانی است. در این فیلم بازیگرانی همچون دیلیپ کومار، نرگس دات و خورشید بانو ایفای نقش کرده‌اند.